# Камачо Вискаино, Антонио
Анто́нио Кама́чо Вискаи́но (исп. Antonio Camacho Vizcaíno; род. 11 февраля 1964, Мадрид) — испанский политик, член ИСРП. С июля по декабрь 2011 года занимал пост министра внутренних дел Испании в кабинете Сапатеро.

## Биография
В 1991—1993 годах работал прокурором в одном из судов Валенсии, а затем в Мадриде. 19 апреля 2004 года был назначен государственным секретарём по вопросам безопасности министерства внутренних дел Испании. После отставки министра внутренних дел Переса Рубалькабы занял его должность с 11 июля 2011 года. После парламентских выборов 2011 года в новом правительстве Мариано Рахоя этот пост занимает Хорхе Фернандес Диас. С 13 декабря 2011 года является депутатом нижней палаты испанского парламента. 14 августа 2014 года заявил об уходе с политической сцены и сложении полномочий депутата.